# Роналд Петерсон
Ерик Роналд „Сура Пеле” Петерсон (швед. Erik Ronald "Sura-Pelle" Pettersson; Сурахамарс, 16. април 1935 − Гетеборг, 6. март 2010) био је шведски хокејаш на леду и хокејашки тренер који је током каријере играо на позицији деснокрилног нападача. Члан је Хокејашке куће славних ИИХФ-а од 2004. године.
Читаву играчку каријеру (1950−1968) провео је у шведској лиги где је играо за екипе Сурахамарса, Седертељеа и Фрелунде. Двоструки је национални првак (у сезонама 1955/56. и 1964/65), добитник признања Guldpucken за најкориснијег играча шведског првенства у сезони 1959/60. и шестоструки „члан” идеалне поставе националног првенства. Његов дрес са бројем #14 који је носио играјући у Фрелунди године 2002. повучен је из употребе у том клубу. У националним првенствима одиграо је преко 220 утакмица уз феноменалан учинак од 239 постигнутих голова. 
За национални тим дебитовао је крајем новембра 1954. одигравши две пријатељске утакмице против селекције Норвешке. Већ наредне године дебитовао је и на светским првенствима и наредних 13 сезона био је члан репрезентације на свим великим такмичењима. За репрезентацију је у периоду 1955−1967 одиграо укупно 252 утакмице и четврти је по броју наступа шведски репрезентативац. Наступио је на три олимпјска турнира, те на 10 светских првенстава. Шведска везна линија коју су у то време чинили Петерсон (десно крило), Нисе Нилсон (центар) и Ларс Ерик Лундвал (лево крило), позната и као омладинска линија (швед. ungdomskedjan) сматра се једном од најуспешнијих и најбољих нападачких линија у историји шведскох репрезентативног хокеја. Као највећи репрезентативни успеси Роналда Петерсона сматрају се две златне медаље са светских првенстава (СП 1957. и СП 1962), те сребрна олимпијска медаља са ЗОИ 1964. у Инзбруку. на светским првенствима и олимпијским играма одиграо је 92 утакмице и постигао 52 гола.
По окончању играчке каријере коју је убрзала озбиљна повреда у зиму 1967. свега неколико месеци касније Петерсон постаје тренером јуниорске репрезентације Шведске на чијем челу се налазио наредних 6 сезона. Потом постаје селектор сениорске репрезентације Шведске са којом је освојио две бронзане медаље на СП 1975. и СП 1976. године. У периоду 1978−1981. обављао је функцију селектора репрезентације Норвешке.
Занимљиво је да је Петерсон током две сезоне у периоду 1960−1961. повремено наступао и за фудбалски клуб Гетеборг који се тада такмичио у првој лиги Шведске.